# Helgi Grétarsson
Helgi Dagbjartur Áss Grétarsson (né le 18 février 1977) est un grand maître islandais du jeu d'échecs (1995). 

## Biographie
En 1994, il remporte le Championnat du monde d'échecs junior.
Il a participé au championnat du monde de la FIDE 1997-1998 et a terminé deuxième au championnat islandais d'échecs de 1998. Il a remporté la coupe Politiken organisée pendant le festival d'échecs de Copenhague 1997.
Au 1er septembre 2009, son classement Elo est de 2 462.
Il est marié à la grand maître féminine Lenka Ptáčníková.
Grétarsson a défendu les couleurs de son pays aux Olympiades d'échecs en 1994, 1996, 1998 et 2002.